# (13760) Rodriguez
(13760) Rodriguez (1998 SN123) – planetoida z pasa głównego asteroid okrążająca Słońce w ciągu 4,09 lat w średniej odległości 2,56 j.a. Odkryta 26 września 1998 roku.